# Beniel
Beniel est une commune de la région de Murcie en Espagne.

## Jumelages
- Liffré (France)

## Personnalités liées
- Francisco Abellán (né en 1965), footballeur espagnol.